# 胡咏言
胡咏言（1956年8月27日—），美籍华人音乐指挥家，出生于上海。北京现代音乐节音乐总监，中華人民共和国教育部全国乐队示范中心主任。
胡自幼跟随外祖父学习小提琴。1977年就读于中央音乐学院，师从郑小瑛教授。1986年赴美国耶鲁大学和朱丽亚音乐学院深造，师从奥托-维尔纳·缪勒，他曾获得布鲁诺·沃特奖学金，1989年取得朱丽亚音乐学院硕士学位。2000年被聘为上海广播交响乐团的艺术总监和指挥。2004年受母校中央音乐学院之邀，创建亚洲第一所乐队学院——中央音乐学院乐队学院，并担任院长及艺术总监。
2021年11月，胡咏言出席香港中文大学（深圳）音乐学院首场音乐会，随后出任该院指挥学术和学部主任、乐队管理办公室主任 。